# 贺家山原种场
贺家山原种场是中华人民共和国湖南省常德市鼎城区下辖的一个类似乡级单位。

## 行政区划
下辖以下地区：
贺家山墟场、乐兴分场社区、大洲分场社区、新合分场社区和集镇分场社区。